# Dmitri Koldoun
Vous pouvez aider à l'améliorer ou bien discuter des problèmes sur sa page de discussion.
- Il ne cite pas suffisamment ses sources. Vous pouvez indiquer les passages à sourcer avec {{référence nécessaire}} ou {{Référence souhaitée}}, et inclure les références utiles en les liant aux notes de bas de page. (Marqué depuis août 2024)
- Certaines informations devraient être mieux reliées aux sources mentionnées dans la bibliographie ou les liens externes. Améliorez sa vérifiabilité en les associant par des références. (Marqué depuis août 2024)

- Archive Wikiwix
- Bing
- Cairn
- DuckDuckGo
- E. Universalis
- Gallica
- Google
- G. Books
- G. News
- G. Scholar
- Persée
- Qwant
- (zh) Baidu
- (ru) Yandex
- (wd) trouver des œuvres sur Wikidata

 (juillet 2024).
- Si vous ne connaissez pas le sujet, laissez ce bandeau (vous pouvez alors contacter les auteurs).
- Si vous supprimez le contenu mis en cause (vous pouvez préalablement contacter les auteurs),

argumentez précisément cette suppression dans la page de discussion
(un manque de référence n'est pas un argument ; une recherche réelle de référence doit avoir été effectuée, être formellement documentée).
Dmitri Alexandrovitch Koldoun (biélorusse : Дзьмітры Аляксандравіч Калдун, Dzmitry Aliaxandravitch Kaldoun ; russe : Дми́трий Алекса́ндрович Колду́н) né le 11 juin 1985 à Minsk (République socialiste soviétique de Biélorussie, URSS), est un chanteur de pop biélorusse.
Koldoun a participé au Concours Eurovision de la chanson 2007 en représentant son pays avec la chanson Work Your Magic.

## Biographie
Depuis son plus jeune âge, Koldoun se destine à une carrière médicale. En 2002, il étudie la chimie à l'université d'État de Biélorussie.
En 2004, il s'essaye à la musique en participant à l'émission Narodni Artist 2, mais ne sera pas qualifié. Il continue cependant dans ce domaine et travaille avec l'Orchestre symphonique d'État dirigé par Mikhaïl Finberg et au studio Grand-Prix dont s'occupe le compositeur Oleg Eliseïenkov qui deviendra le partenaire financier de Koldoun.
En 2006, Koldoun remporte la sixième saison de l'émission russe Fabrika Zvezd, diffusée sur Pervi Kanal. Pendant l'émission, Koldoun aura la chance de partager plusieurs chansons avec des artistes de renom comme les Scorpions avec le titre Still Loving You. Grâce à ce succès, Koldoun devint très populaire en Russie et dans les pays slaves. Il signa un contrat avec la National Music Corporation et devint membre du groupe K.G.B (Koldoun, Gourkov, Barsoukov).
Toujours en 2006, il prit part aux sélections nationales pour le Concours Eurovision de la chanson avec le titre Maybe. Koldoun avait écrit cette chanson lui-même. Il perdit la finale de cette sélection contre Polina Smolova et le titre Mum.
Après avoir quitté le groupe, Koldoun retenta en 2007 de prendre part à la sélection nationale pour l'Eurovision. Grand favori, il remporta sa place pour le concours.

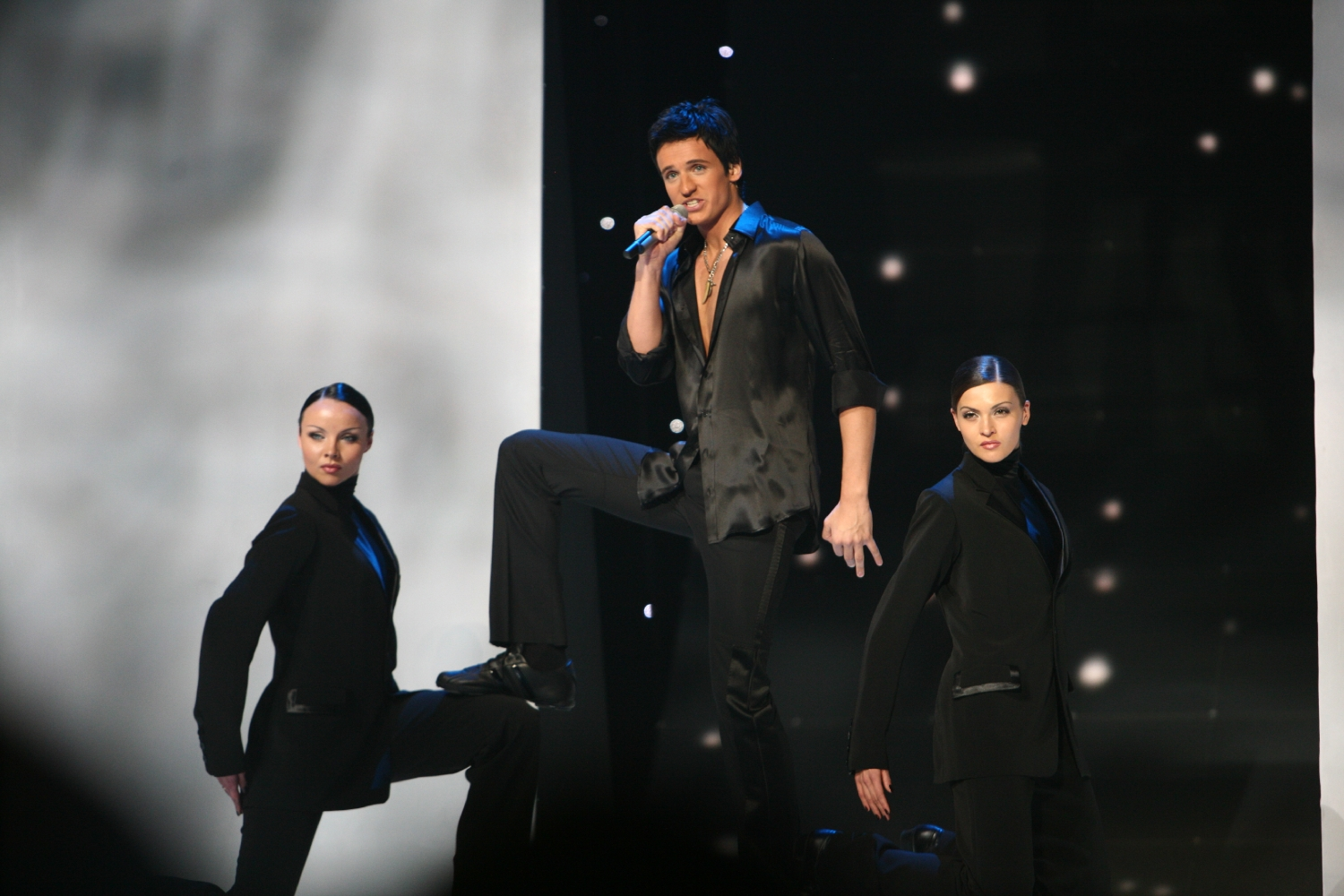
Koldoun au Concours Eurovision 2007

Au concours, la chanson remporta 176 points lors de la demi-finale du 10 mai, le classant à la 4e place de son groupe et qualifiant la Biélorussie pour la finale.
Le 12 mai, lors de la grande finale, Koldoun reçut au total 145 points, terminant à la sixième place, la meilleure performance de la Biélorussie.
En 2008, Koldun prit part au « premier opéra-rock russe ». Il fut tout d'abord pressenti pour interpréter les chansons du populaire compositeur russe Alexeï Rybnikov mais joua finalement un rôle dans le spectacle Звезда и Смерть Хоакина Мурьеты (L'Étoile et la Mort de Joaquin Murietta) aux côtés de Svetlana Svetikova et Igor Sandler
Cette comédie musicale est basée sur la vie de Joaquin Murietta, une figure légendaire californienne de l'époque de la ruée vers l'or dans les années 1850.

## Discographie

### Albums
- 2007 - Work Your Magic (EP)
- 2008 - Я Не Волшебник (Je ne suis pas un magicien)
- 2009 - Колдун (Koldoun)
- 2013 - Город больших огней

### Singles
| Année | Single                                   | Album          | Meilleure position | Meilleure position | Meilleure position | Meilleure position |
| Année | Single                                   | Album          | RUS                | LAT                | SPN                | SWE                |
| ----- | ---------------------------------------- | -------------- | ------------------ | ------------------ | ------------------ | ------------------ |
| 2007  | Work Your Magic                          | Я Не Волшебник | 2                  | 3                  | 34                 | 47                 |
| 2007  | Я Для Tебя (Ia Dlia Tebia)               | Я Не Волшебник | 5                  | 23                 | —                  | —                  |
| 2008  | Царевна (Tsarevna)                       | Я Не Волшебник | 13                 | —                  | —                  | —                  |
| 2008  | Настройся на Меня (Nastroïssia na Menia) | Колдун         | 28                 | —                  | —                  | —                  |